# Cheung Ming-Man
Cheung Ming-Man (september 1956) is een Hongkongse zanger die vaak liedjes van het volk zingt, het zijn vooral Chinees-nationalistische liederen. Cheung zingt hoofdzakelijk in het Standaardmandarijn. Hij begon in 1979 met zijn zangcarrière en hij is ook in datzelfde jaar getrouwd. In 1983 nam hij het album Mijn Chinese hart op. In 1984 trad Ming-Man op op het CCTV Chinese Nieuwjaarsgala. Ode aan de Chinese Republiek, Zhonghua Minzu, Wo shi Zhongguoren, Waipo de Penghuwan, Papa's stroschoenen en andere Chinese liedjes van het volk zijn door hem gezongen.
In 2005 kreeg hij de overheidstaak om als mededirecteur van een biologisch, scheikundig en technologisch bedrijf te werken.